# Drug Resistance Updates
Drug Resistance Updates, скорочено Drug Resist. Update — науковий журнал, який видає Elsevier. Наразі журнал виходить шість разів на рік. Публікуються огляди, присвячені сучасним дослідженням стійкості ліків до інфекційних та пухлинних захворювань.
Імпакт-фактор у 2019 році склав 11,000.  Згідно зі статистичними даними ISI Web of Knowledge, у 2014 році журнал посів сьоме місце з 254 журналів у категорії «Фармакологія та фармація».